# Cretotettigarcta problematica
Cretotettigarcta problematica (лат.) — ископаемый вид цикадовых насекомых рода †Cretotettigarcta из семейства Tettigarctidae (Cicadoidea, Cicadomorpha, Hemiptera). Меловой период: Бирманский янтарь (около 100 млн лет). Юго-Восточная Азия: Мьянма.

## Описание
Цикадовые насекомые, длина тела ~25,2 мм, ширина ~11,3 мм; длина переднего крыла ~16,8 мм, ширина ~5,7 мм. Усики самца из 9 сегментов. Пронотальный воротничок (шея) развит, раздвинут латерально, латеральный угол заострен. Отделение жилки M закрыто до отделения жилки RP от R на длине крыла. Поперечная борозда m-cu соединяет CuA1 и MP2. Верхнемедиальная сторона передней голени с относительно острым шипом.